# 미국 육군 의무사령부
미국 육군 의무사령부(United States Army Medical Command (MEDCOM))는 미국 육군 의무부의 사령부이다. 전신조직인 보건근무사령부처럼 미국 육군의 의과총감이 육군 의무부 총감과 의무사령관 직책을 겸직하고 있다.

## 역사
1993년 10월, 임시 의무사령부가 설립되어 일년동안 보건근무사령부와 의무부의 기능을 병합하는 과정을 시작하였다. 11월 1일, 임시 치의사령부(DENCOM)가 예하사령부로 편성되었다. 보건근무사령부의 지역대는 보건근무지원지역대로 대채하고, 의무사령부 예하조직으로 지정하여 임무 대응과 책임감을 더했다.
1994년 3월, 의무부는 의료연구개발사령부(MRDC), 의료물자국, 보건시설기획국(HFPA)을 합쳐 의료연구개발획득물류사령부(MRDALC)를 의무사령 예하에 편성하였고, 뒤에 사령부의 이름은 의료연구물자사령부(MRMC)로 바뀌었다. 6월, 제7의무사령부를 대채하여 추가로 유럽에 보건근무지원지역대를 편성하였다.  8월 2일환경위생국을 보건증진예방의료원으로 재편성하였다. 10월 2일, 수의대의 개별지휘부인 수의사령부(VETCOM)가 의무사령부와 같은 포트 샘휴스턴에 본부를 두고 주요 예하사령부로 지정되었다.
2009년 10월 1일에 보건증진예방의료원은 수의사령부를 병합하기 시작하여 1년 뒤, 2010년 10월 1일에 공중보건사령부으로 재편성되고치의사령부 또한 2011년에 병합되었다.
2012년 12월 16일, 걸프지구 치의사령부가 해산하였다.
2016년 10월 1일, 공중보건사령부는 공중보건소(USAPHC)로 개명되었다.

## 구조

### 의무감실
- 상의용사 재활프로그램 (WTC) (AW2 프로그램)
- 미국 육군 보건소 (USAPHC)

### 주요 예하사령부
- 제6의무군수관리원
- 국군재활의료학회
- 국군 의무 검사관 시스템
- 국군 의료과학연구소
- 폭발부상연구프로그램
- 전투 사상자 치료 연구 프로그램
- 의회 감독 의료연구프로그램
- 국립보건의료박물관
- 미국 육군 항공의료연구실험실
- 미국 육군 치의 및 두개안면외상연구국
- 의료물자개발처
- 미국 육군 의료연구취득처
- 미국 육군 전염병연구학회
- 미국 육군 환경의학연구학회
- 월터 리드 육군 연구학회
- 미국 육군 보건계약처 (USAHCA)

### 의무즉응사령부
보건근무지원지역대(HSSA)는 1996년에 지역의무사령부(Regional Medical Command), 2016년에 지역보건사령부(Regional Health Command)로 개명되었다.
- 태평양 의무즉응사령부 (MRC-Pacific)
  - 태평양 공중보건사령부 (PHC-P)
  - 태평양 치의보건사령부 (DHC-P)
  - 제18의무사령부 (배치지원) - 하와이주 스코필드 막사
  - 제65의무여단 (주한) - 대한민국 용산기지
  - 주일 의무부처 (MEDDAC-Japan)
- 서부 의무즉응사령부 (MRC-W)
  - 서부 공중보건사령부 (PHC-C)
  - 서부 치의보건사령부 (DHC-C)
- 동부 의무즉응사령부 (MRC-E)
  - 동부 공중보건사령부 (PHC-A)
  - 동부 치의보건사령부 (DHC-A)
- 유럽 의무즉응사령부 (MRC-Europe)
  - 유럽 공중보건사령부 (PHC-E)
  - 유럽 치의보건사령부 (DHC-E) - 독일 셈바치
  - 바이예른 의무부처 (MEDDAC-Bavaria)

## 역대 사령관
| 사진 | 성명                        | 취임일      | 이임일           |
| ---- | --------------------------- | ----------- | ---------------- |
|      | 소장 Spurgeon Neel          | 1973년 4월  | 1977년 10월      |
|      | 소장 Marshall E. McCabe     | 1977년 10월 | 1980년 4월       |
|      | 소장 Raymond H. Bishop, Jr. | 1980년 4월  | 1983년 7월       |
|      | 소장 Floyd W. Baker         | 1983년 7월  | 1986년 7월       |
|      | 소장 Tracey E. Strevey, Jr. | 1986년 7월  | 1988년 9월       |
|      | 소장 John E. Major          | 1988년 9월  | 1990년 12월 28일 |
|      | 소장 Alcide M. Lanoue       | 1990년 12월 | 1992년 8월       |
|      | 준장 John J. Cuddy          | 1992년 8월  | 1992년 10월      |
|      | 소장 Richard D. Cameron     | 1992년 11월 | 1994년 10월      |

| 사진 | 성명                    | 취임일           | 이임일           |
| ---- | ----------------------- | ---------------- | ---------------- |
|      | 중장 Alcide M. Lanoue   | 1994년 10월 1일  | 1996년 10월 1일  |
|      | 중장 Ronald R. Blanck   | 1996년 10월 1일  | 2000년 6월 9일   |
|      | 중장 James B. Peake     | 2000년 6월 9일   | 2004년 7월 8일   |
|      | 중장 Kevin C. Kiley     | 2004년 7월 8일   | 2007년 3월 12일  |
|      | 소장 Gale S. Pollock    | 2007년 3월 12일  | 2007년 12월 13일 |
|      | 중장 Eric B. Schoomaker | 2007년 12월 13일 | 2011년 12월 5일  |
|      | 중장 Patricia D. Horoho | 2011년 12월 5일  |                  |

## 같이 보기
- 미국 육군 예비군 의무사령부 - 예비군에 배정된 의무부대를 총괄.

## 참고
1. ↑  “Chapter 6–Moving Forward: Growth and Realignment” (PDF). 《USAMRMC: 50 Years of Dedication to the Warfighter》 (영어). U.S. Army Medical Research and Materiel Command. 5쪽. 2019년 12월 8일에 원본 문서 (PDF)에서 보존된 문서. 2019년 12월 7일에 확인함.
2. 1 2  “U.S. Army Public Health Command History” (PDF) (영어). U.S. Army Public Health Command Public Affairs Office. 2017년 1월 26일에 원본 문서 (PDF)에서 보존된 문서. 2019년 12월 7일에 확인함.
3. ↑  “Creation of the U.S. Army Public Health Command”. 《www.army.mil》 (영어). 2010년 4월 25일. 2019년 12월 7일에 확인함.
4. ↑  Nathan Pfau (Army Flier Staff Writer) (2012년 1월 6일). “Veterinary command inactivates, services remain same” (영어). 2019년 12월 7일에 확인함.
5. ↑  “Commanders of U.S. Army Health Services Command” (영어). Office of Medical History. 2017년 9월 18일에 원본 문서에서 보존된 문서. 2018년 8월 30일에 확인함.
6. ↑  “Commanders of the U.S. Army Medical Command” (영어). Office of Medical History. 2017년 9월 18일에 원본 문서에서 보존된 문서. 2018년 8월 30일에 확인함.